# Carlos Alberto Pandolfi
Carlos Alberto Pandolfi (Haedo, 7 de septiembre de 1945). Es un exfutbolista argentino, que se desempeñó como delantero y es uno de los ídolos de Independiente Santa Fe del Fútbol Profesional Colombiano.

## Trayectoria como futbolista

### Inicios
Carlos Alberto Pandolfi, nació en Haedo, en la provincia de Buenos Aires en Argentina. Allí, empezó a jugar fútbol, e inició su carrera en el Club Atlético Nueva Chicago. 

### Fútbol Argentino
Siendo un jugador muy joven, debutó en el Club Atlético Nueva Chicago, y posteriormente jugó para San Telmo, Los Andes. En Los Andes, tuvo buenas actuaciones por lo que pasó a Chacarita Juniors. Con el equipo de la ciudad de Buenos Aires, jugó de buena manera, y de allí pasó a jugar a Estudiantes de La Plata. En el equipo "pincharata", tuvo buenos partidos y anotó algunos goles, y se le dio la oportunidad de ir a jugar al fútbol de Colombia.

### Independiente Santa Fe
En el año 1975, Pandolfi sale por primera vez de su país, y se va a jugar al Independiente Santa Fe, el primer campeón del fútbol de Colombia. Su debut vistiendo la camiseta cardenal, fue un partido en el Estadio Nemesio Camacho El Campín contra el Unión Magdalena, y ese día hizo 3 de los 4 goles de su equipo, que ganó 4-0. A partir de ahí, el argentino se hizo un hueco en el once titular, y ayudó a que Santa Fe se coronara campeón por sexta vez en su historia, siendo un jugador fundamental y el goleador del equipo con 25 goles. Así, Pandolfi se convirtió en ídolo de hinchada santafereña y entró en la historia del equipo albirrojo. Tras su gran primer año en el fútbol colombiano, jugó la Copa Libertadores. Su estadía en Santa Fe, sería hasta el año 1977; donde volvería a tener otro momento donde volvería a entrar en el corazón de la hinchada, ya que en un partido contra el América de Cali, anotó un gol en el final del partido que ayudó a que Santa Fe se clasificara a parte final del Campeonato Colombiano. Así, Carlos Alberto terminó de gran manera su paso por el cuadro cardenal, donde se convirtió en campeón e ídolo. 

### Temperley y el retiro
Después de su gran etapa en Independiente Santa Fe, Pandolfi regresó a Argentina, y consiguió jugar en Temperley. Allí, jugó sus últimos meses como profesional, ya que tuvo una lesión que lo hizo retirar del fútbol. 

## Carrera como director técnico
Después de su retiro, los directivos de Temperley, convencieron a Carlos Alberto para que dirigiera al equipo profesional. En el equipo "gasolero", duraría 18 meses a cargo de la nómina profesional. Luego, pasó a Defensores de Belgrano, y posteriormente iría a dirigir a Deportivo Armenio. En Armenio, tuvo la mejor parte de su carrera como entrenador, ya que ayudaría a que el equipo evitara el descenso. Su último equipo dirigido fue el Club Atlético Atlanta, donde duró 6 meses ya que tendría problemas con las barras bravas del equipo. 

## Futbolistas argentinos agremiados
Luego de acabar su carrera como director técnico, Pandolfi se entró de lleno en su labor en la Asociación de futbolistas argentinos agremiados. Allí, ayudó a defender los derechos de los jugadores argentinos. 

## Clubes como jugador
| Club                            | País      | Año       |
| ------------------------------- | --------- | --------- |
| Club Atlético Nueva Chicago     | Argentina | 1963-1967 |
| J. J. Urquiza                   | Argentina | 1968      |
| Club Atlético San Telmo         | Argentina | 1969-1970 |
| Carlos Mannucci                 | Perú      | 1971      |
| Club Atlético Chacarita Juniors | Argentina | 1971-1973 |
| Club Estudiantes de La Plata    | Argentina | 1973-1974 |
| Club Independiente Santa Fe     | Colombia  | 1975-1977 |
| Club Atlético Temperley         | Argentina | 1978      |

## Clubes como entrenador
| Club                    | País      | Año       |
| ----------------------- | --------- | --------- |
| Club Atlético Temperley | Argentina | N.S N.R.  |
| Defensores de Belgrano  | Argentina | N.S. N.R. |
| Deportivo Armenio       | Argentina | N.S. N.R. |
| Club Atlético Atlanta   | Argentina | N.S. N.R. |

## Palmarés

### Campeonatos nacionales
| Título           | Club     | País     | Año  |
| ---------------- | -------- | -------- | ---- |
| Primera División | Santa Fe | Colombia | 1975 |